# Avery–MacLeod–McCarty-kísérlet

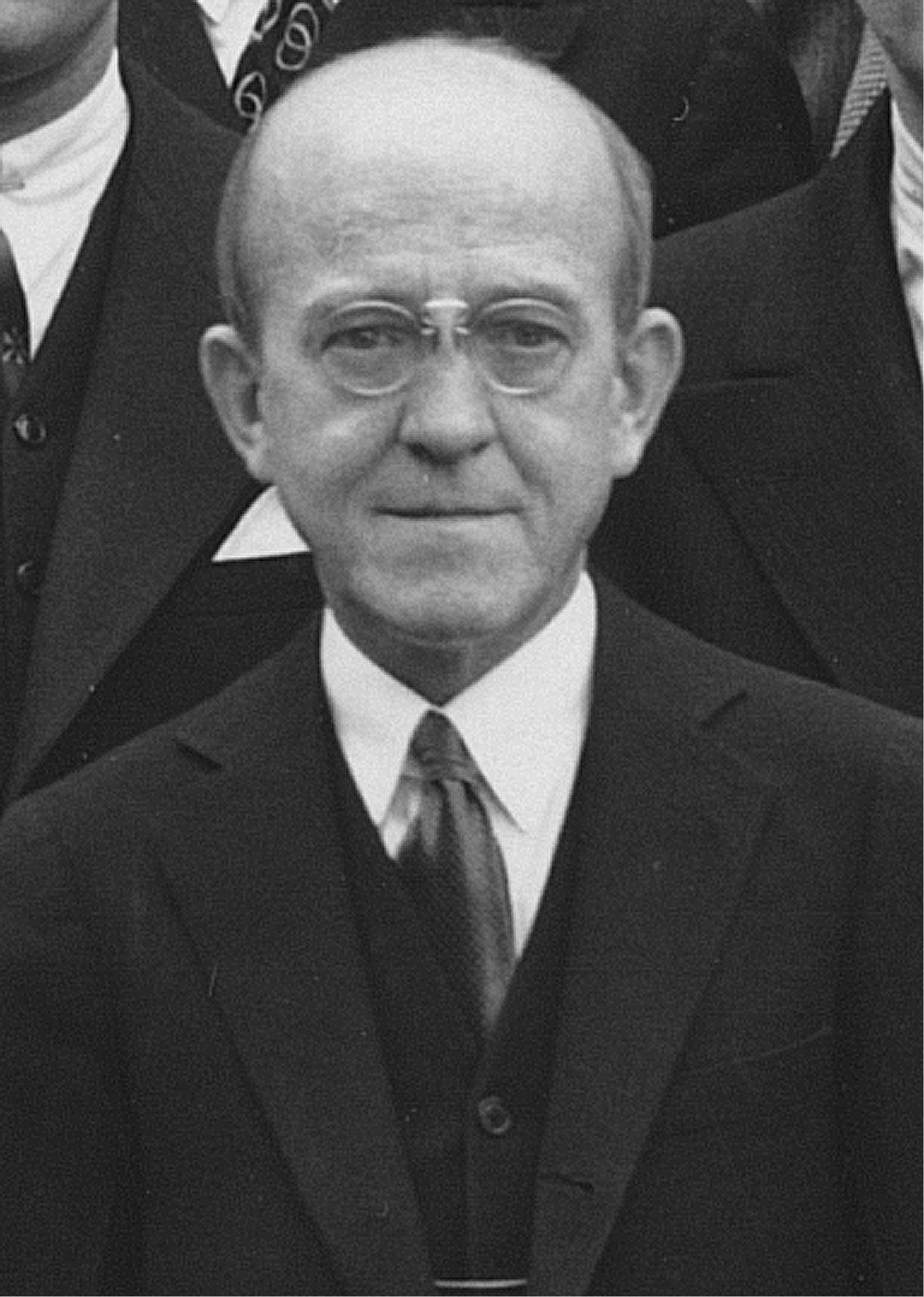
Oswald T. Avery 1937-ben

Oswald Avery és kollégái 1944-ben kísérleteket végeztek Streptococcus rendszeren, azzal a céllal, hogy a transzformációban részt vevő anyagot azonosítsák. Azt tapasztalták, hogy az S variáns baktérium fehérje, poliszacharid, lipid, RNS- és DNS-molekulái közül csak a DNS vesz részt a transzformációban. Így Avery-ék voltak az elsők, aki bizonyították, hogy az öröklés a DNS segítségével történik, tehát a géneknek (ez a fogalom már létezett akkoriban) a DNS-molekulán kell elhelyezkedniük.
Avery egyik magánlevelében így ír a friss eredményről:
" Így egy ismert kémiai anyaggal megjósolható, örökletes változások idézhetők elő a sejtekben. 
Ez volna a genetikusok régi álma! ... olyan ez a DNS mintha egy vírus volna, vagy maga a gén." 